# Reserva índia Cocopa
La reserva índia Cocopa és una reserva índia de la tribu reconeguda federalment Tribu Índia Cocopa, que representa als cocopes dels Estats Units. Segons el Cens dels Estats Units del 2000, la reserva índia Cocopa tenia una població resident de 1.025 persones, de les quals només 519 eren nadius americans. L'extensió de la reserva és de 25,948 km² (10,0185 milles quadrades) i està formada per dues seccions no contigües al comtat de Yuma (Arizona) situades al sud-oest i sud de la ciutat de Yuma, Arizona. La secció més gran, fronterera amb el riu Colorado, limita amb el suburbi de Somerton, mentre que l'altra secció es troba a l'est.
Hi ha un casino i una sala de bingo a la reserva. Un altre grup yuma, els quechan, viuen a la reserva adjacent de Fort Yuma.